# آنا سنیوک
آنا سنیوک (لهستانی: Anna Seniuk؛ زادهٔ ۱۷ نوامبر ۱۹۴۲) بازیگر اهل لهستان است.
از فیلم‌ها یا برنامه‌های تلویزیونی که وی در آن نقش داشته‌است، می‌توان به مرگ کم‌اهمیت، کونگ-فو، کونوپیلکا، سیل، جاسوسان ورشو، چهل‌ساله، قماری بالاتر از زندگی، راز ساگال، شاپرک، عروسک، دوشیزگان ویلکو و اروپا اروپا اشاره کرد.